# Las Rojas
Las Rojas es una película western argentina-uruguaya de 2022 dirigida por Matías Lucchesi. Narra la historia de una paleontóloga que hace un descubrimiento de un animal mítico, pero llega otra colega para supervisar el hallazgo y siembra la duda sobre su veracidad, sin embargo, ambas se unen cuando descubren que un hombre tiene planes de explotación en la región luego de enterarse del hallazgo. Está protagonizada por Mercedes Morán, Natalia Oreiro y Diego Velázquez. La película tuvo su estreno en las salas de cines de Argentina el 14 de abril de 2022 bajo la distribución de Star Distribution. Poco después, Star+ adquirió los derechos de la película para estrenarla en su catálogo el 17 de junio de 2022.

## Sinopsis
Carlota (Mercedes Morán), es una paleontóloga que recientemente descubrió restos fósiles de un hipogrifo, un mítico animal que tiene cabeza, alas, garras de águila y cuerpo de león. De esta manera, consiguió acceder a unos generosos fondos de dinero de una fundación que solventa todos sus gastos. Sin embargo, la investigación avanzó poco y casi nada a lo largo de los años, por lo que se comenzó a gestar rumores de una malversación, por lo cual, la institución decide enviar a Constanza (Natalia Oreiro), para que lleve adelante una supervisión en la reserva. 
Durante la estadía, Carlota y Constanza tienen un choque de personalidades apenas se conocen, ya que Carlota se siente insultada al estar siendo investigada por alguien a quien considera de un rango menor que ella. A pesar de esto, ambas unen sus fuerzas cuando aparece Freddy (Diego Velázquez), un hombre que tiene una figura atemorizante y planea explotar las tierras donde se realizó el descubrimiento del mítico animal.

## Reparto
- Natalia Oreiro como Constanza Córdova.
- Mercedes Morán como Carlota Schönfeld-Müller.
- Diego Velázquez como Freddy.
- Alberto Leiva como Isidro.
- Giampaolo Samá como Renato Martinucci.

## Recepción

### Comentarios de la crítica
La película recibió críticas favorables por parte de la prensa. Ezequiel Boetti del diario Página 12 puntuó a la película con un 7, indicando «conjuga la presencia de dos mujeres fuertes, decididas y autosuficientes». Por su parte, Jorge Montiel del periódico Clarín describió al guion como «interesante» y «sorprendente», mientras que la actuación de Morán es de «calidad», la de Oreiro es «espléndida en su madurez» y Velázquez «despierta inquietud con su sibilina presencia». Javier Franco del portal de internet Cinéfilo serial destacó que la cinta cuenta «una historia bien ejecutada y sin cabos sueltos», y que «el par protagónico genera una química correcta». En una reseña para el sitio web Otros cines, Diego Batlle escribió que la película presenta «elementos dramáticos cautivantes, un imponente despliegue visual y sonoro, y un indudable profesionalismo de sus intérpretes».
Por otro lado, Tobías Saura de Four Cinema valoró que el filme tiene «un estilismo y fotografía correcta» y que «las actuaciones en su mayoría son buenas», sin embargo, cuestionó que «si bien la película no llega a aburrir, tampoco consigue entretener». Marcelo Stiletano del diario La Nación resaltó que la película «es una atractiva aproximación local al género, con una notable composición de Natalia Oreiro, que se permite jugar más de una vez (y sobre todo en los momentos exactos) con el mito y con lo fantástico».

### Premios y nominaciones
| Lista de premios y nominaciones | Lista de premios y nominaciones | Lista de premios y nominaciones | Lista de premios y nominaciones | Lista de premios y nominaciones | Lista de premios y nominaciones |
| Año                             | Organización                    | Categoría                       | Nominado/a(s)                   | Resultado                       | Ref(s)                          |
| ------------------------------- | ------------------------------- | ------------------------------- | ------------------------------- | ------------------------------- | ------------------------------- |
| 2023                            | Premios Cóndor de Plata         | Mejor actriz                    | Mercedes Morán                  | Nominada                        | [ 12 ]                          |
| 2023                            | Premios Cóndor de Plata         | Mejor actriz                    | Natalia Oreiro                  | Nominada                        | [ 12 ]                          |
| 2023                            | Premios Cóndor de Plata         | Mejor actor de reparto          | Diego Velázquez                 | Nominado                        | [ 12 ]                          |
| 2023                            | Premios Cóndor de Plata         | Mejor fotografía                | Ramiro Civita                   | Nominado                        | [ 12 ]                          |